# Blandine N’Goran
Pour les articles homonymes, voir N'Goran.
Affoué Blandine N’Goran, Brou Affoué Blandine N’Goran, née le 4 mai 1987 à Koumassi, est une joueuse internationale de basket-ball de Côte d'Ivoire. D'une taille de 1,90, elle évolue au poste de pivot.

## Clubs
- Abidjan Basket Club